# Elezioni presidenziali in Austria del 2016
Le elezioni presidenziali in Austria del 2016 si sono tenute il 24 aprile, con il ballottaggio fissato per il 22 maggio, il quale è stato ripetuto il 4 dicembre. I candidati che si sono affrontati nel ballottaggio sono Norbert Hofer, candidato del partito di destra FPÖ, e Alexander Van der Bellen, candidato indipendente dei Verdi, mentre i candidati dei partiti tradizionali (Andreas Khol del Partito Popolare e Rudolf Hundstorfer del Partito Socialdemocratico) sono stati eliminati al primo turno.
Il vincitore del ballottaggio del 22 maggio è risultato l'ex docente universitario Alexander Van der Bellen, vincendo con uno scarto di appena 31.026 voti, concludendo una notevole rimonta rispetto al primo turno.
Tuttavia il 1º luglio la Corte Costituzionale austriaca, in accoglimento del ricorso presentato dalla FPÖ, ha annullato il risultato elettorale a causa di molteplici irregolarità verificatesi in occasione dello scrutinio dei voti per corrispondenza e, vista l'impossibilità di limitare il numero delle circoscrizioni irregolari, ha deciso di far ripetere l'elezione in tutta l'Austria.
Il 5 luglio, a seguito dell'annullamento del ballottaggio del 22 maggio, il consiglio dei ministri ha inizialmente indetto la nuova tornata elettorale per il 2 ottobre 2016, per poi essere rinviata al 4 dicembre. Alla ripetizione del secondo turno è risultato nuovamente vincitore il verde Van der Bellen con il 53,8% dei voti.

## Contesto

### Affluenza
L'affluenza al voto nel primo turno registrata dal Ministero dell'Interno austriaco è stata del 60% circa degli aventi diritto al voto, in forte aumento rispetto alle precedenti elezioni in cui l'affluenza era stata di poco superiore del 50%; sono infatti andati a votare 3.828.695 elettori su 6.382.486, di cui 84.301 voti sono stati dichiarati nulli. Alla ripetizione del ballottaggio ben il 74,2% dell'intero corpo elettorale si è presentato alle urne, superando di gran lunga l'affluenza delle elezioni precedenti fino al 1998 (74,4%).

### Irregolarità
A pochi giorni dall'esito delle votazioni il partito sconfitto, l'FPÖ, ha contestato il risultato elettorale parlando di clamorosi brogli elettorali.
Sebbene il ministro dell'Interno abbia prontamente replicato spiegando che si tratta solamente di banali errori di inserimento dei dati, la Procura federale contro la corruzione e per la prevenzione dei crimini economici ha aperto un'inchiesta circa i voti pervenuti per corrispondenza e per telefonia mobile in quattro distretti elettorali dello stato della Carinzia.
Norbert Hofer aveva inizialmente affermato di aver accettato il verdetto, tuttavia l'8 giugno 2016 ha deciso, insieme al presidente del partito Heinz-Christian Strache, di presentare ricorso ufficiale contro il risultato finale delle presidenziali. Nello specifico FPÖ denuncia gravi irregolarità in 94 dei 117 collegi elettorali.

### Analisi del voto
Il primo turno delle elezioni presidenziali del 2016 ha visto la vittoria del candidato dell'estrema destra Norbert Hofer, con il 35,1% dei voti, mentre al secondo posto si è piazzato il candidato dei Verdi Alexander Van der Bellen, con il 21,3% dei voti, che alla vigilia del voto veniva dato come favorito dai sondaggi. Per la prima volta nella storia contemporanea austriaca, quindi, il presidente federale dell'Austria non sarà appoggiato da nessuno dei due partiti tradizionali al governo, ÖVP e SPÖ, i cui candidati Andreas Khol e Rudolf Hundstorfer si sono fermati entrambi all'11% dei voti. A determinare la sconfitta dei due partiti tradizionali al governo sono stati il tema dell'immigrazione, con il governo austriaco che ha minacciato il ripristino dei controlli alle frontiere e di alzare una barriera al Brennero, ed il rapporto tra il nord e il sud dell'Europa.  In particolare, entrambi i candidati arrivati al ballottaggio avevano criticato il governo sulla gestione della crisi dei migranti, anche se per motivi opposti: Van der Bellen ha criticato il governo per le sue posizioni troppo dure, mentre al contrario Hofer ha sostenuto che servono maggiori controlli e restrizioni. Il voto del primo turno si è tenuto in un clima di grande tensione, causato dagli scontri al valico del Brennero tra i manifestanti No Border e la polizia.

## Risultati
| Candidati                | Partiti                             | I turno   | I turno | II turno (annullato) | II turno (annullato) | II turno  | II turno |  |
| Candidati                | Partiti                             | Voti      | %       | Voti                 | %                    | Voti      | %        |  |
| ------------------------ | ----------------------------------- | --------- | ------- | -------------------- | -------------------- | --------- | -------- |  |
| Alexander Van der Bellen | Indipendente (sostenuto dai Verdi)  | 913 218   | 21,34   | 2 251 517            | 50,35                | 2 472 892 | 53,79    |  |
| Norbert Hofer            | Partito della Libertà Austriaco     | 1 499 971 | 35,05   | 2 220 654            | 49,65                | 2 124 661 | 46,21    |  |
| Irmgard Griss            | Indipendente                        | 810 641   | 18,94   |                      |                      |           |          |  |
| Rudolf Hundstorfer       | Partito Socialdemocratico d'Austria | 482 790   | 11,28   |                      |                      |           |          |  |
| Andreas Khol             | Partito Popolare Austriaco          | 475 767   | 11,12   |                      |                      |           |          |  |
| Richard Lugner           | Indipendente                        | 96 783    | 2,26    |                      |                      |           |          |  |
| Totale                   | Totale                              | 4 279 170 | 100     | 4 472 171            | 100                  | 4 597 553 | 100      |  |
|                          |                                     |           |         |                      |                      |           |          |  |
| Voti non validi          | Voti non validi                     | 92 655    | 2,12    | 164 875              | 3,56                 | 151 786   | 3,20     |  |
| Votanti                  | Votanti                             | 4 371 825 | 68,50   | 4 637 046            | 72,65                | 4 749 339 | 74,21    |  |
| Elettori                 | Elettori                            | 6 382 507 |         | 6 382 507            |                      | 6 399 607 |          |  |

### Voto per corrispondenza (Briefwahl)
| Candidati                | Partiti                             | I turno | I turno | II turno (annullato) | II turno (annullato) | II turno | II turno |  |
| Candidati                | Partiti                             | Voti    | %       | Voti                 | %                    | Voti     | %        |  |
| ------------------------ | ----------------------------------- | ------- | ------- | -------------------- | -------------------- | -------- | -------- |  |
| Alexander Van der Bellen | Indipendente (sostenuto dai Verdi)  | 150 042 | 28,06   | 460 404              | 61,71                | 409 648  | 67,59    |  |
| Norbert Hofer            | Partito della Libertà Austriaco     | 136 832 | 25,59   | 285 706              | 38,29                | 196 454  | 32,41    |  |
| Irmgard Griss            | Indipendente                        | 117 323 | 21,94   |                      |                      |          |          |  |
| Rudolf Hundstorfer       | Partito Socialdemocratico d'Austria | 64 349  | 12,03   |                      |                      |          |          |  |
| Andreas Khol             | Partito Popolare Austriaco          | 57 203  | 10,70   |                      |                      |          |          |  |
| Richard Lugner           | Indipendente                        | 9 025   | 1,69    |                      |                      |          |          |  |
| Totale                   | Totale                              | 534 774 | 100     | 746 110              | 100                  | 606 102  | 100      |  |
|                          |                                     |         |         |                      |                      |          |          |  |
| Voti non validi          | Voti non validi                     | 8 355   | 1,54    | 19 966               | 2,61                 | 11 502   | 1,86     |  |
| Votanti                  | Votanti                             | 543 129 |         | 766 076              |                      | 617 604  |          |  |

- I dati della tabella si riferiscono a voti già inclusi nei risultati finali Il voto per corrispondenza comprende il voto dall'estero e quello dei cittadini che ne abbiano fatto richiesta.

### Distribuzione del voto

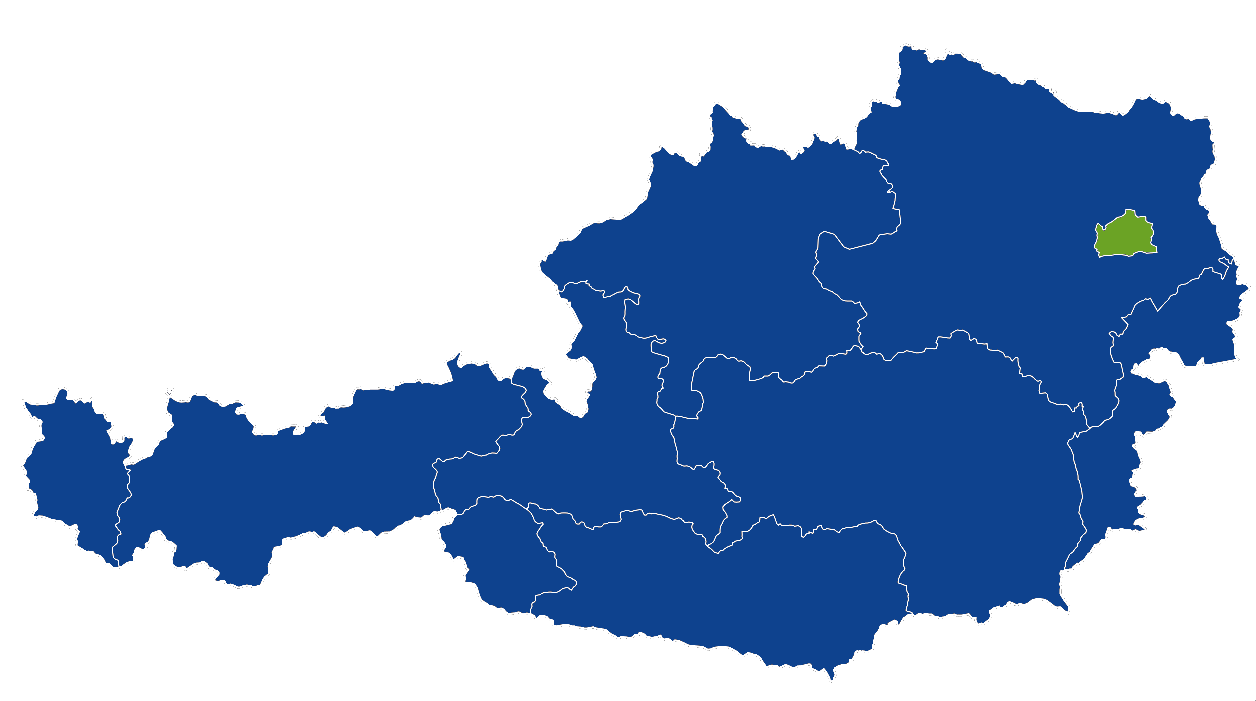
Primo turno per Stato
Primo turno per distretto
Primo turno per comune

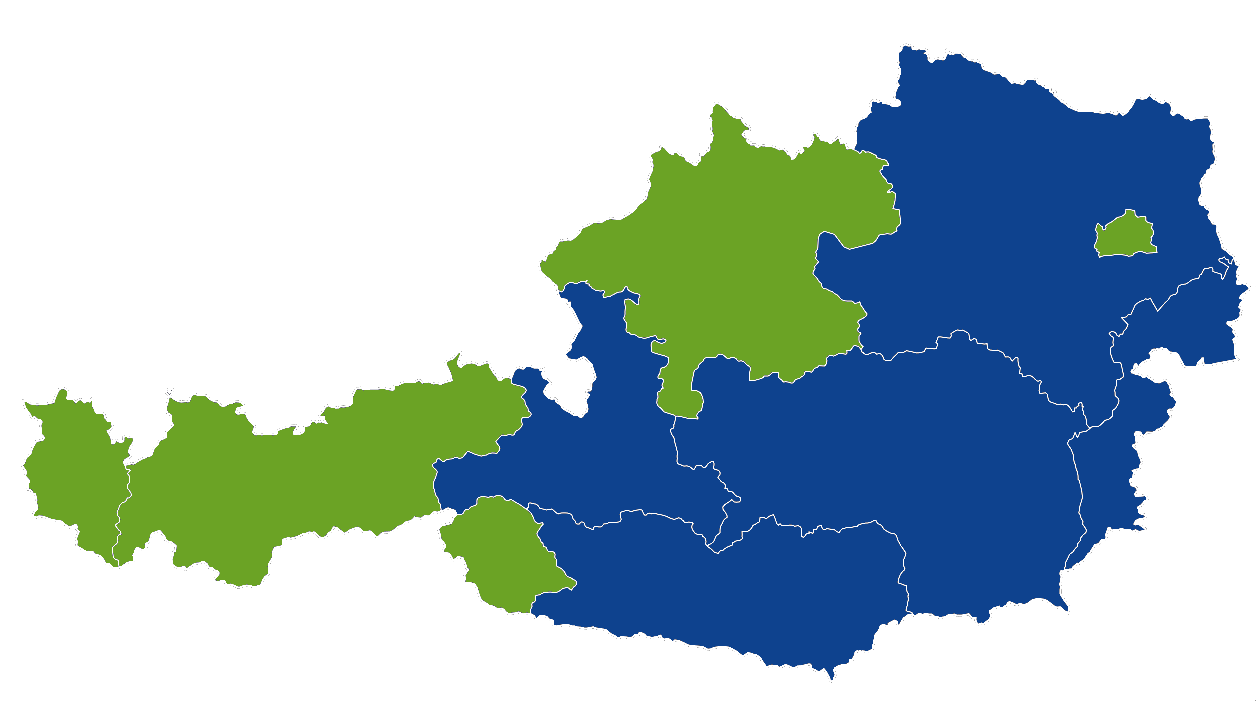
Secondo turno (annullato) per Stato
Secondo turno (annullato) per distretto
Secondo turno (annullato) per comune

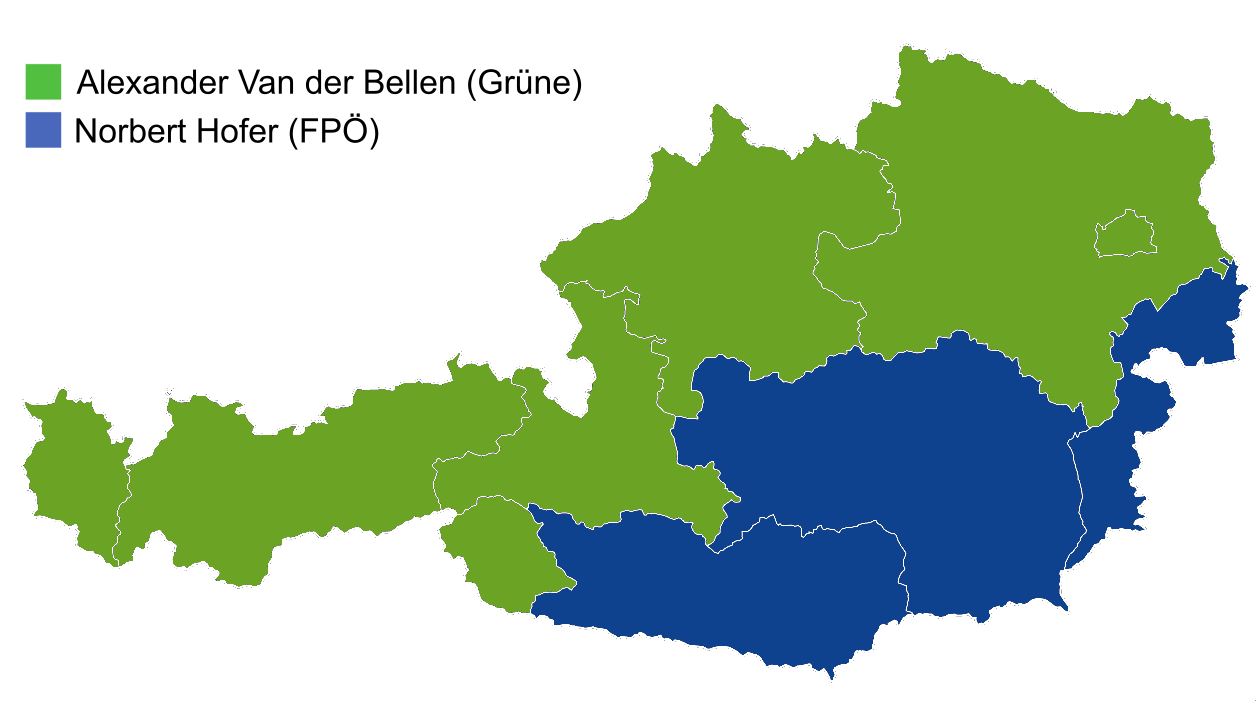
Secondo turno per Stato
Secondo turno per distretto
Secondo turno per comune